# Hey Bulldog
Hey Bulldog is een lied van The Beatles. Het staat op het album Yellow Submarine van januari 1969, dat nummers van The Beatles bevat naast instrumentale composities van hun vaste producer George Martin.

## Totstandkoming
Het nummer werd al bijna een jaar voor het uitkomen van het album opgenomen, in de tijd dat ook de single Lady Madonna werd geproduceerd. Het was bedoeld om te worden gebruikt in een promofilmpje voor Lady Madonna en heeft met dat nummer gemeen dat het is opgebouwd rond een pianomelodietje dat steeds herhaald wordt. Tijdens de opname liepen cameramensen rond in de studio. Het was een van de zeldzame gelegenheden dat The Beatles tijdens een opname werden gefilmd.
Het nummer staat op naam van Lennon-McCartney, maar het idee voor de tekst en de melodie kwam van John Lennon. De schetsen die hij meenam naar de opnamestudio werden door de andere Beatles creatief aangevuld. Tijdens de opnamen begon Paul McCartney ineens te blaffen. De groep besloot dat erin te houden en Lennons titel Hey Bullfrog te veranderen in Hey Bulldog. Het nummer eindigt met een geïmproviseerd gesprek tussen Lennon en McCartney.
Geoff Emerick, de geluidstechnicus die betrokken was bij vele opnamen van Beatlesnummers, stelde later dat dit het laatste nummer van de groep was waarbij ze optrad als team, met een enthousiaste inbreng van alle leden. Bij alle volgende opnamen waren spanningen tussen de leden merkbaar, die in 1970 tot het uiteenvallen van de groep zouden leiden.
Het nummer werd in eerste instantie gebruikt voor de animatiefilm Yellow Submarine, maar eruit geknipt toen de film uitkwam in de Verenigde Staten. Toen de film in 1999 opnieuw in roulatie werd gebracht, kwam Hey Bulldog weer terug. Het filmmateriaal dat in 1968 was geschoten bij de opname, werd in 1999 gebruikt als videoclip om de film te promoten.

## Bezetting
- John Lennon, zang, piano, slaggitaar
- Paul McCartney, zang, basgitaar, tamboerijn
- George Harrison, sologitaar
- Ringo Starr, drums

## Covers
Het nummer is een paar maal gecoverd:
- Alice Cooper in 2006 op het album Butchering the Beatles: A Headbashing Tribute, een plaat met Beatlesnummers uitgevoerd door hardrockartiesten.
- Manfred Mann's Earth Band op het album Criminal Tango van 1986. Het nummer is hier herdoopt in Bulldog.
- Toad the Wet Sprocket speelde het nummer in de film I Know What You Did Last Summer van 1997.

## Bron
- The Beatles Bible over Hey Bulldog